# Wybory parlamentarne w Mołdawii w 2014 roku
Wybory parlamentarne w Mołdawii w 2014 roku zostały przeprowadzone 30 listopada 2014. W ich wyniku wybrano 101 posłów do Parlamentu Republiki Mołdawii na czteroletnią kadencję. Frekwencja wyborcza wyniosła 55,85%.
Wybory zakończyły się zwycięstwem Partii Socjalistów Republiki Mołdawii, która wyprzedziła Partię Liberalno-Demokratyczną.

## Wyniki wyborów
| Lista wyborcza                        | Głosy (tys.) | %    | Mandaty |
| ------------------------------------- | ------------ | ---- | ------- |
| Partia Socjalistów Republiki Mołdawii | 328          | 20,5 | 25      |
| Partia Liberalno-Demokratyczna        | 322          | 20,2 | 23      |
| Partia Komunistów Republiki Mołdawii  | 279          | 17,5 | 21      |
| Demokratyczna Partia Mołdawii         | 252          | 15,8 | 19      |
| Partia Liberalna                      | 156          | 9,7  | 13      |
| Partidul Comunist Reformator          | 79           | 4,9  | 0       |
| Alegerea Moldovei – Uniunea Vamală    | 55           | 3,5  | 0       |
| Mișcarea Populară Antimafie           | 28           | 1,7  | 0       |
| Partia Liberalno-Reformatorska        | 25           | 1,6  | 0       |
| Pozostali                             | 57           | 3,6  | 0       |
| Razem                                 | 1599         | 100  | 101     |